# Stampe SV.4
Stampe et Vertongen SV.4 (còn gọi là Stampe SV.4 hay ngắn gọn là Stampe) là một loại máy bay huấn luyện/du lịch của Bỉ, do hãng Stampe et Vertongen thiết kế chế tạo. Loại máy bay này được cấp phép để sản xuất tại Pháp và Algeria.

## Biến thể
SV.4
SV.4A
SV.4B
SV.4C
SV.4D

## Quốc gia sử dụng
Bỉ
- Không quân Bỉ

 Belgian Congo
- Force Publique

 Pháp
- Không quân Pháp
- Lục quân Pháp
- Hải quân Pháp

 Anh Quốc
- Không quân Hoàng gia

## Tính năng kỹ chiến thuật (Post-War SV.4B)

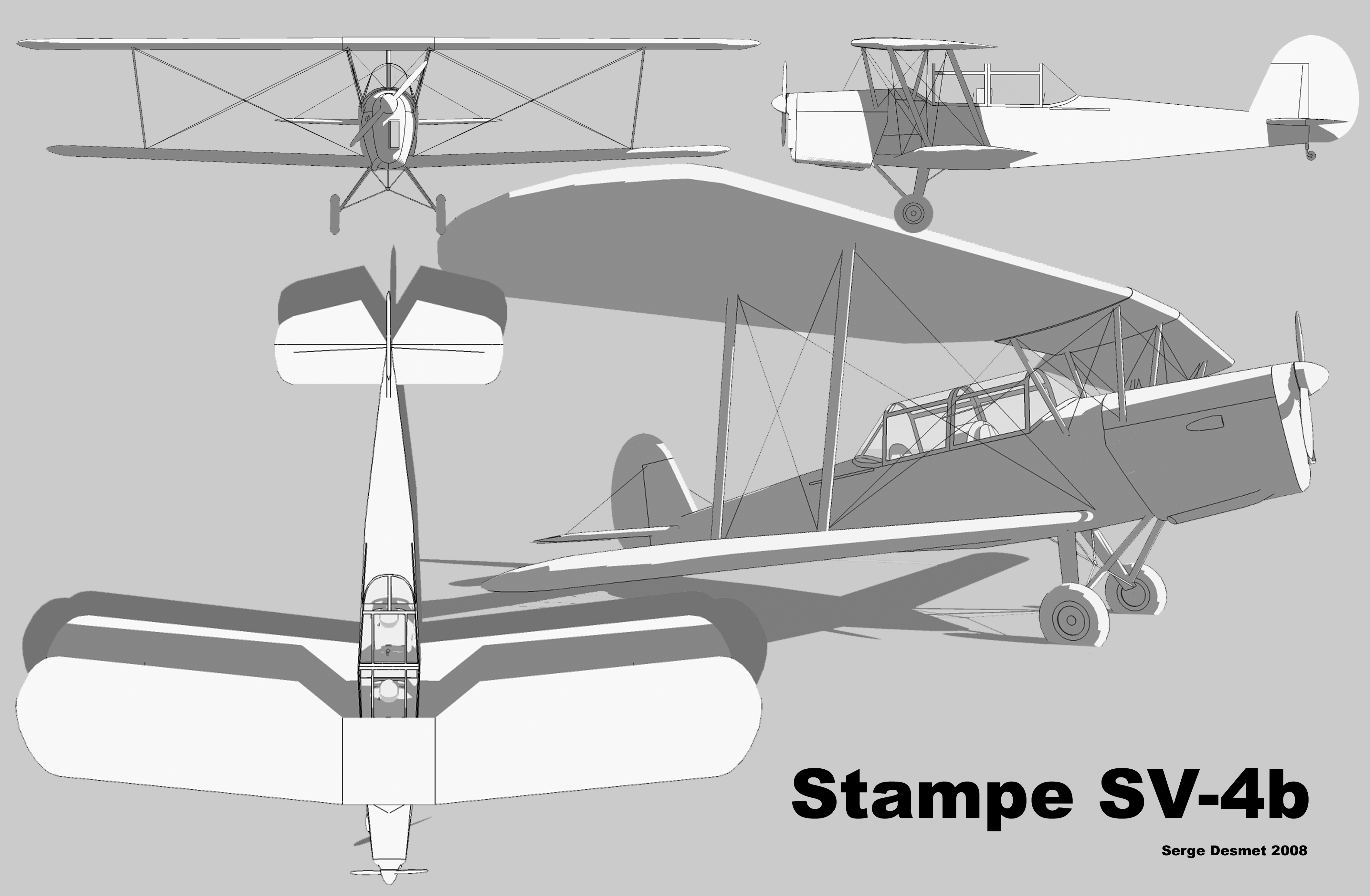
Stampe SV.4B

Dữ liệu lấy từ Factory drawings and 
Đặc điểm tổng quát
- Kíp lái: 1-2
- Chiều dài: 6,80 m (22 ft 4 in)
- Sải cánh: 8,385 m (27 ft 6 in)
- Chiều cao: 2,775 m (9 ft 1 in)
- Diện tích cánh: 18,06 m² (194,4 ft²)
- Trọng lượng rỗng: 520 kg (1146 lb)
- Trọng lượng cất cánh tối đa: 770 kg (1697 lb)
- Động cơ: 1 × de Havilland Gipsy Major X hoặc Blackburn Cirrus Major III, 145 hp (108 kW)

 Hiệu suất bay 
- Vận tốc cực đại: 101 knot (188 km/h)
- Vận tốc hành trình: 75 knot (140 km/h)
- Tầm bay: 420 km (260 dặm)
- Trần bay: 20.000 ft (6.000 m)